# Hemihoplis cupido
Hemihoplis cupido är en stekelart som först beskrevs av Dalla Torre 1902.  Hemihoplis cupido ingår i släktet Hemihoplis och familjen brokparasitsteklar. Inga underarter finns listade i Catalogue of Life.